# 田野水苏
田野水苏（学名：Stachys arvensis）为唇形科水苏属下的一个种。

## 扩展阅读
- 維基物種上的相關：田野水苏